# Rußtinte
Rußtinten sind einfach herzustellende und die ältesten schwarzen Tinten. Sie sind schon seit dem 3. Jahrtausend v. Chr. bekannt und wurden bis ins Mittelalter recht häufig verwendet.

## Zusammensetzung und weitere Einzelheiten
Rußtinten bestehen aus den Komponenten Wasser, Ruß und verschiedenen Bindemitteln, wie beispielsweise Gummi arabicum, Kirschgummi, Honig, verschiedene Öle, Harze, Fischleim, verschiedene Tierleime oder Eiweiß. Das Bindemittel wird in warmem Wasser aufgelöst. Dann wird das Rußpigment hinzugemischt. Die Zugabe von Wein oder Essig verbessert die Benetzung und damit die Mischbarkeit des Pigments mit dem Bindemittel. Die richtige Menge des Rußes wird einfach durch Schreibproben festgelegt. Lässt sich die Tinte nach dem Trocknen sehr leicht verwischen, muss der Anteil des Bindemittels erhöht werden. Der größte Nachteil der Rußtinte ist ihre Wasserempfindlichkeit. Der Vorteil ist, dass diese Tinte das Schreibmaterial nicht angreift und auch in langen Zeiträumen kaum ausbleicht.